# Thibault Rossard
Thibault Rossard (Soisy-sous-Montmorency, 28 de agosto de 1993) é um voleibolista profissional francês.

## Carreira
Thibault Rossard é membro da seleção francesa de voleibol masculino. Em 2016, representou seu país nos Jogos Olímpicos de Verão no Rio de Janeiro, que ficou em 9º lugar.